# Ломженска епархия
Ломженската епархия (на полски: Diecezja łomżyńska; на латински: Dioecesis Lomzensis) е административно-териториална единица на католическата църква в Полша, западен обред. Суфраганна епископия на Бялистошката митрополия. Установена на 28 октомври 1925 година от папа Пий XI, на мястото на Сейненската епархия, в състава на Вилненската митрополия. Настоящата и територия е утвърдена на 25 март 1992 година с булата „Totus Tuus Poloniae Populus“ на папа Йоан-Павел II. Заема площ от 11 500 км2 и има 519 823 верни. Седалище на епископа е град Ломжа.

## Деканати
В състава на епархията влизат двадесет и четири деканата.
| - Деканат „Високе Мазовецке“ - Деканат „Вишкув“ - Деканат „Грайево“ - Деканат „Жекун“ - Деканат „Замбрув“ - Деканат „Йедвабне“ - Деканат „Кобилин“ - Деканат „Коджидло“ | - Деканат „Колно“ - Деканат „Красношелц“ - Деканат „Лапи“ - Деканат „Ломжа-Всхуд“ - Деканат „Ломжа-Захуд“ - Деканат „Мишинец“ - Деканат „Остроленка-Полудне“ - Деканат „Остроленка-Пулноц“ | - Деканат „Острув Мазовецка-Всхуд“ - Деканат „Острув Мазовецке-Захуд“ - Деканат „Пьотница“ - Деканат „Ружан“ - Деканат „Хожеле“ - Деканат „Чижев“ - Деканат „Шепетово“ - Деканат „Шчучин“ |